# Regalana corona
Regalana corona är en insektsart som beskrevs av Delong och Freytag 1975. Regalana corona ingår i släktet Regalana och familjen dvärgstritar. Inga underarter finns listade i Catalogue of Life.